# Jackpot! The Best Bette
Jackpot! The Best Bette (в Европе издавался как The Best Bette) — сборник лучших песен американской исполнительницы Бетт Мидлер, выпущенный в 2008 году. Альбом был выпущен в поддержку новой резиденции певицы в Колизее Сизарс-пэласа (Лас-Вегас) — шоу Bette Midler: The Showgirl Must Go On.

## Список композиций
| №   | Название                                                                       | Длительность |
| --- | ------------------------------------------------------------------------------ | ------------ |
| 1.  | «In the Mood» (Из альбома Bette Midler)                                        | 2:39         |
| 2.  | «This Ole House» (Из альбома Bette Midler Sings the Rosemary Clooney Songbook) | 3:02         |
| 3.  | «Beast of Burden» (Из альбома No Frills)                                       | 3:48         |
| 4.  | «Just My Imagination (Running Away with Me)» (Из альбома Bette)                | 3:54         |
| 5.  | «The Rose» (Из альбома The Rose)                                               | 3:40         |
| 6.  | «When a Man Loves a Woman» (Из альбома The Rose)                               | 4:42         |
| 7.  | «I’ve Still Got My Health» (Из альбома Beaches)                                | 1:32         |
| 8.  | «Spring Can Really Hang You Up the Most» (Из альбома Some People’s Lives)      | 5:30         |
| 9.  | «Hello in There» (Из альбома The Divine Miss M)                                | 4:17         |
| 10. | «The Glory of Love» (Из альбома Beaches)                                       | 3:16         |
| 11. | «Tenderly]» (Из альбома Bette Midler Sings the Rosemary Clooney Songbook)      | 3:11         |
| 12. | «Wind Beneath My Wings» (Из альбома Beaches)                                   | 4:52         |
| 13. | «Do You Wanna Dance?» (Из альбома The Divine Miss M)                           | 2:44         |
| 14. | «Baby Mine» (Из альбома Beaches)                                               | 2:27         |
| 15. | «From a Distance» (Из альбома Some People’s Lives)                             | 4:37         |
| 16. | «Boogie Woogie Bugle Boy» (Из альбома The Divine Miss M)                       | 2:25         |
| 17. | «Friends» (Из альбома The Divine Miss M)                                       | 2:50         |
| 18. | «Something Your Heart Has Been Telling Me» (Неизданная; демоверсия 1984)       | 5:10         |
| 19. | «Cool Yule» (Из альбома Cool Yule)                                             | 2:28         |

| №   | Название                                          | Длительность |
| --- | ------------------------------------------------- | ------------ |
| 20. | «My One True Friend» (Из альбома Bathhouse Betty) | 3:50         |

| №   | Название                                            | Длительность |
| --- | --------------------------------------------------- | ------------ |
| 21. | «The Gift of Love» (Из альбома Some People’s Lives) | 4:01         |

## Чарты
| Чарт (2008)                      | Пиковая позиция |
| -------------------------------- | --------------- |
| Ирландия (IRMA)                  | 4               |
| Норвегия (VG-lista)              | 36              |
| Швеция (Sverigetopplistan)       | 10              |
| Великобритания (UK Albums Chart) | 6               |
| США (Billboard 200)              | 66              |

## Сертификации и продажи
| Регион | Сертификация  | Продажи  |
| --- | ------------- | -------- |
| Великобритания (BPI) | 2× Платиновый | 600 000* |
| * Данные о продажах приведены только на основе сертификации. ^ Данные о тиражах приведены только на основе сертификации. |               |          |